# Wombat Maksymilian i rodzina w tarapatach
Wombat Maksymilian i rodzina w tarapatach, ISBN 978-83-8117-286-8 – trzecia część serii powieści podróżniczych Wombat Maksymilian dla dzieci autorstwa Marcina Kozioła. Książka została opublikowana w 2018 roku przez wydawnictwo Edipresse. Jest kontynuacją powieści Wombat Maksymilian i Królestwo Grzmiącego Smoka, która zdobyła nagrodę Magellana 2016 dla najlepszego przewodnika dla dzieci, oraz powieści Wombat Maksymilian i misja na dachu świata.

## Fabuła
Akcja rozgrywa się w Chinach, między innymi w Pekinie, Szanghaju, Hongkongu i Makau. Malinka, młodsza siostra podróżnika Wombata Maksymiliana, trafia w ręce handlarzy zwierzętami. Wombat Maksymilian razem z bratem Klopsem ruszają jej na ratunek. 
Fikcyjne przygody bohaterów rozgrywają się na tle realistycznego świata, dzięki czemu czytelnik poznaje kulturę, geografię i przyrodę prawdziwych zakątków świata. Powieść przygodową dla dzieci wzbogacają zdjęcia podróżnicze wykonane przez autora oraz ilustracje Mariusza Andryszczyka. W książce znajdują się także specjalne kody, których użycie na stronie internetowej zapewnia dostęp do dodatkowych materiałów multimedialnych. Ponadto na końcu książki na grubszym papierze wydrukowano planszę do tradycyjnej chińskiej gry planszowej dla dzieci oraz talię 52 kart, na których znalazły się podobizny bohaterów.